# Polonia (journal)
Pour les articles homonymes, voir Polonia (homonymie).
 (mars 2024).
Polonia est un périodique créé en 1914 par Wacław Gąsiorowski, premier éditeur et Jan Dereziński en est l'administrateur. Le premier numéro est édité le 21 février 1914, et le tirage est hebdomadaire (tous les samedis). La rédaction et l'administration sont situées au 10 Rue Notre-Dame-de-Lorette.
Tous les sujets d'émigration et d'immigration sont traités, de telle sorte qu'on y retrouve de façon régulière :
- Chroniques parisiennes
- Terre de Pologne
- Bulletin
- Nécrologie

Le journal alterne les articles en polonais et en français. De nombreux intervenants participent à l'élaboration des différents sujets traités: Kazimierz Roman Woźnicki (pl), Dr Włodzimierz Bugiel, Jan Henryk Rosen (pl), Władysław Jagniątkowski, Edward Ligocki (pl), Ferdynand Hoesick (pl), Jan Chełmiński mais aussi des Français comme les publicistes Georges Bienaimé, Ernest Denis...